# Baumhaueria microps
Baumhaueria microps är en tvåvingeart som beskrevs av Louis-Paul Mesnil 1963. Baumhaueria microps ingår i släktet Baumhaueria och familjen parasitflugor. Inga underarter finns listade i Catalogue of Life.